# Cladosporium aromaticum
Cladosporium aromaticum är en svampart som beskrevs av Ellis & Everh. 1895. Cladosporium aromaticum ingår i släktet Cladosporium och familjen Davidiellaceae.   Inga underarter finns listade i Catalogue of Life.